# Новокорогодська сільська рада
| Новокорогодська сільська рада — колишній орган місцевого самоврядування у Бородянському районі Київської області з адміністративним центром у с. Новий Корогод. Сільській раді підпорядковані населені пункти: - с. Новий Корогод |

## Склад ради
Рада складається з 14 депутатів та голови.

### Керівний склад ради
| ПІБ                        | Основні відомості                                                         | Дата обрання | Дата звільнення |
| -------------------------- | ------------------------------------------------------------------------- | ------------ | --------------- |
| Михальова Ольга Михайлівна | Сільський голова, 1971 року народження, освіта, позапартійна              | 26.03.2006   | 31.10.2010      |
| Михальова Ольга Михайлівна | Сільський голова, 1971 року народження, освіта вища, член Партії регіонів | 31.10.2010   |                 |

Примітка: таблиця складена за даними джерела